# کوئو
کوئو (به ژاپنی: 康応 Kōō)، نام یک عصر تاریخی ژاپنی دربار شمالی در طی دوره نانبوکوچو بود. این عصر بعد از کاکی و قبل از می‌توکو قرار داشت و از فوریه ۱۳۸۹ و مارس ۱۳۹۰ میلادی به طول انجامید. در طی این عصر امپراتور دربار شمالی در کیوتو، گو-کوماتسو و امپراتور دربار جنوبی گو-کامه‌یاما بود.